# Integrin β-2
Integrin β-2 (synonym CD18) ist ein Oberflächenprotein aus der Gruppe der Integrine. Integrine sind Proteine, die Kontakte zwischen Zellen sowie Kontakte einer Zelle zum Gewebeanteil zwischen den Zellen herstellen.

## Eigenschaften
CD18 bindet an Integrin α-D, Integrin α-L, Integrin α-M oder Integrin α-X und bildet somit verschiedene Heterodimere. Es wird von Leukozyten gebildet. Als Heterodimer mit Integrin α-L (synonym CD11a) wird es als LFA-1 bezeichnet und bindet an ICAM 1 bis 4. Gebunden an ICAM3 leitet α-L/β-2 die Phagozytose von apoptotischen Neutrophilen durch Makrophagen ein. Als Heterodimer mit Integrin α-M (synonym CD11b, zusammen Macrophage-1 antigen genannt) oder Integrin α-X (synonym CD11c) entstehen Rezeptoren für iC3b des Komplementsystems und für Fibrinogen. Bei α-M/β-2 erfolgt eine Bindung an die Peptide P1 und P2 der γ-Kette des Fibrinogens. α-M/β-2 ist weiterhin ein Rezeptor für Faktor X. Bei α-X/β-2 erfolgt eine Bindung an die Sequenz GPR in der α-Kette des Fibrinogens. α-X/β-2 ist ein Rezeptor für ICAM 3 und VCAM1. CD18 ist an der Zytotoxizität von NK-Zellen beteiligt. Es ist an der Zelladhäsion und Leukodiapedese von Leukozyten beteiligt. CD18 ist glykosyliert und phosphoryliert.
Integrin β-2 bindet unter anderem an FHL2, GNB2L1, ICAM-1 und PSCD1.